# Roca de Joli
La Roca de Joli és una muntanya de 1.108 metres que es troba al municipi d'Àger, a la comarca catalana de la Noguera.